# Alfredo Lisboa (escritor)
Alfredo Lisboa (Porto Alegre, 1874 — ?) foi um escritor, advogado e juiz brasileiro.
Era filho de Francisco Pereira da Silva Lisboa. Formou-se em 1896 na Faculdade de Direito de São Paulo, tendo sido promotor público e juiz distrital em Porto Alegre.
Foi membro fundador da Academia Rio-Grandense de Letras.